# منظمة الأمن والاستخبارات الأسترالية
منظمة الأمن والاستخبارات الأسترالية (بالإنجليزية: Australian Security Intelligence Organisation)، ASIO) هي وكالة الأمن القومي الأسترالية المسؤولة عن حماية البلاد ومواطنيها من التجسس والتخريب وأعمال التدخل الأجنبي والعنف ذو دوافع سياسية والهجمات على أستراليا.